# 高嶋昌二
高嶋 昌二（たかしま しょうじ、1955年5月10日 - ）は、日本の合唱指揮者、元高校教諭（国語科）。大阪府合唱連盟理事長、関西合唱連盟副理事長。「合唱団ことのは」「混声合唱団うたうたい」など、8団体の常任指揮者。

## 人物
香川県立高松高等学校を経て、1979年、京都大学文学部卒。同年より大阪府立淀川工業高等学校（現 大阪府立淀川工科高等学校）国語科教諭として着任。同年にグリークラブを創立。
初心者ばかりの男子高校生を率いて、創立4年目に関西合唱コンクールに初出場し銀賞、9年目に全国大会に初出場し金賞を受賞。それが、全国初の合唱・吹奏楽両全国大会アベック金賞だった。その後、関西合唱コンクール25回金賞受賞。関西代表として全日本合唱コンクール全国大会に17回出場し、金賞11回、銀賞4回など。2001年、文部科学大臣奨励賞をはじめ、特別賞7回。またNHK全国学校音楽コンクール全国大会においても近畿ブロック代表として全国大会出場5回、うち初出場の平成2年度に金賞受賞。
淀川工業高校以外での活動としては、同校の卒業生で編成される合唱団「メンズ・ウィード」を指揮し、1997年・2014年に全国大会金賞・日本放送協会賞。2001年・2002年に同志社混声合唱団こまくさを指揮し、全国大会金賞・文部科学大臣奨励賞。
2006年度をもって淀川工科高等学校を退職、これを機に合唱指揮者として独立する。同校グリークラブの指導は2025年度現在も継続中である。近年は同校での指導など計8団体の常任指揮者ほか、各種講習会での講師や、演奏会での客演指揮、コンクールの審査員を務める。

## エピソード
- 2000年に公開された映画「独立少年合唱団」（緒方明監督）では、香川照之演じる教師・清野のモデルが高嶋とされる[1]。
- 2005年5月10日にNHKで放送された番組『プロジェクトX〜挑戦者たち〜』において、高嶋と淀川工業高のそれらの道のりが放送されたものの、NHK側の一部解釈の違いによる報道が問題になった（プロジェクトX〜挑戦者たち〜#番組に対する主な矛盾・抗議・事実誤認なども参照）。高嶋はこの時に番組にゲスト出演していたが、放送したプロジェクト内容を肯定する発言をしていた[2]。

## 音楽
日本語を大切に歌う指導に定評がある。自らを「合唱界の異端」と称し、「淀工の演奏会には合唱界をリードする人、すなわち合唱指揮者、声楽家、作曲家、合唱連盟役員などの姿はあまり見かけない」「淀工の定演はクラシックの演奏会の対極に位置している」「演奏会のコンセプトを簡単に言ってしまえば、『笑いと涙（感動）』である」としている。「楽譜も読めず、やる気も無かった工業高校の男子生徒が、音楽の授業もない学校で、努力の末やっとここまで歌えるようになった」ところに感動を呼ぶ点が、高嶋の指導の本質なのである。

## ディスコグラフィー
- 「ファイト!」（パルスミュージック）
- 「ファイト!2」(パルスミュージック）
- 「ファイト!3」(パルスミュージック)